# Мітойо

Міто́йо (яп. 三豊市, みとよし, МФА: [mʲitojo ɕi̥]?) — місто в Японії, в префектурі Каґава. Розташоване в західній частині префектури, на узбережжі Внутрішнього Японського моря.    Отримало статус міста 2006 року. Площа становить 222,66 км². Станом на 1 липня 2012 року населення складало 67 499  осіб, густота населення — 303 осіб/км².     

## Короткі відомості
Засноване 1 січня 2006 року шляхом злиття таких населених пунктів:
- містечка Ніо повіту Мітойо (三豊郡仁尾町)
- містечка Такасе (高瀬町)
- містечка Тойонака (豊中町)
- містечка Ямамото (山本町)
- містечка Сайта (財田町)
- містечка Такума (詫間町)
- містечка Міно (三野町)

Місту належить ряд прилеглих островів, серед яких нальбільшими є Ава та Сісі.
Основою економіки Мітойо є рисівництво, городництво, виготовлення чаю.
З Мітійо пов'язані легенди про японського рибалку Урасіму Таро.